# 具俊曄
具俊晔（1969年9月11日—），藝名DJ Koo，韓國男歌手、DJ、音樂製作人、舞者、編曲家、藝術創作者，為雙人男子偶像團體酷龍成員。
1996年5月1日，具俊曄以偶像團體酷龍成員出道，首張專輯《Are You Ready？》在韓國大賣112萬張，以濃濃的man power舞蹈、華麗的Hip-Hop舞曲及R&B曲風震撼韓國流行樂壇，隔年火速推出第二張專輯《One More Time》，主打歌「Bing Bing Bing」不僅紅遍韓國，更於1998年開始擴及至台灣及其他亞洲國家，成為「韓流」始祖偶像之一。
具俊曄帥氣性感光頭造型一直是其相當招牌又具代表性的指標，在台灣則有「光頭」之暱稱，並帶動了「野獸風」、「性感風」的偶像形象， 加上其狂野的舞台魅力，在1998年與1999年連續兩年在台灣被選為「最性感男人」。具俊曄精湛的舞技在韓國曾榮登「韓國十大舞王」之首。2003年，發行首張個人專輯《光頭密碼》。2008年，發行個人EP《I’m DJ KOO》。2011年，推出EP《Comeback Remix》，受邀擔任Mnet亞洲音樂大獎的音樂大使並製作單曲「Music Makes One」。2013年，推出EP《Bob Bob Dee Lala》。
2011年至2014年連續四年代表韓國登上美國超世代音樂節的DJ演出。2012年至2019年，擔任韓國超世代音樂節的DJ演出。2015年，為選秀節目《PRODUCE 101》製作歌曲「Pick Me」。2016年，擔任平昌冬季奧林匹克運動會暨平昌冬季帕拉林匹克運動會測試賽國際雪聯單板及自由式滑雪世界盃的音樂總監。2017年，為酷龍出道二十週年親自製作紀念專輯《We Are》。2018年，擔任平昌冬季帕拉林匹克運動會開幕壓軸表演嘉賓。

## 早年生活
具俊曄出生於首爾特別市，家中成員有父母及一個姊姊。小學五年級時，父母離異，具俊曄與父親同住而姊姊則與母親同住。小學就讀於首爾新中小學，中學就讀於瑞草中學，而高中就讀位於首爾江南區三成洞的公立京畿高中，結識了好友姜元來。因從小就對畫畫很有興趣，後來以技能分數滿分考進了慶南大學產業設計學系。

## 演藝經歷
1990年，具俊曄大學時與高中好友姜元來一起參加舞蹈大賽，分別獲得第四名及第一名，被SM娛樂創辦人李秀滿選中，隨後與SM Studio首位歌手玄振英，組成「玄振英與WAWA」團體，具俊曄與姜元來成為玄振英專屬伴舞開始正式踏入音樂圈。1991年1月10日，遵守韓國兵役制度開始在部隊服役，為大韓民國陸軍中士。1993年退伍後，和歌手李卓短暫組成了一個名為「Tak and Jun」的雙人組合發行單曲「Hunch」。

### 1996年至2002年：酷龍時期
1996年，被音樂人金昌煥所挖掘與姜元來組成雙人偶像團體CLON，推出首張專輯《Are You Ready？》，以主打歌「Kungtari Shabara」正式出道，因前衛的嘻哈、R&B和饒舌曲風及出色舞技，大受年輕人歡迎 ，在韓國大賣112萬張。1997年發行第二張專輯《One More Time》，主打歌「Bing Bing Bing」及「脫離城市」，後來分別被歌手杜德偉與徐懷鈺翻唱。1998年，由滾石唱片引進，以「酷龍二人組（CLON）」在台灣發行首張專輯 《One More Time》，銷量超過40萬張，以主打歌「Bing Bing Bing」（繞繞繞）在台爆紅。具俊曄以帥氣性感光頭造型及狂野的舞台魅力，征服許多歌迷，並帶動了「野獸風」、「性感風」的偶像形象，1998年及1999年在台灣被選為「最性感男人」，成為引領亞洲的「韓流」明星，同時在韓國被評為「韓國十大舞王」之首。
1999年推出第三張專輯《Funky Together》，並先後在台韓兩地舉行演唱會，票房及反應引起熱烈迴響。推出寫真集「CLON STYLE」。同年，授予韓國文化部長官表彰。2000年4月，發行第四張專輯《New World》，在全亞洲地區創下百萬銷量，達到事業高峰。8月10日，在台北國際會議中心舉辦《CLON LIVE IN TAIPEI》演唱會。 2000年9月，在2000年MTV音樂錄影帶大獎中獲得「韓國MTV國際觀眾選擇獎」。
2000年11月，姜元來因車禍造成下半身癱瘓，經紀公司要求具俊曄單飛，但他拒絕了，並放下了所有演藝事業，與姜元來的家屬輪流來照顧他，親自在身旁陪伴隊友度過最陰暗低潮的時光，為姜元來加油打氣。
2001年，榮獲Mnet亞洲音樂大獎頒發的「成就獎」。 2002年，酷龍發行了他們的精選專輯《The Best of Clon》。這張專輯包含三首新歌，新曲《朋友》由酷龍創作，歌曲的含義是具俊曄要傳達給好友姜元來的信息，另兩首新歌《La La La》和《Kick It》是與歌手嚴正化合唱。2002年，參演電視劇《純真年代》。

### 2003年至2005年：發行首張個人專輯《光頭密碼》、酷龍復出專輯《Victory》
2003年11月26日，推出首張個人專輯《光頭密碼》， 主打歌包括「逃避」、「You’re My Life」、「哥哥的願望」，其中「哥哥的願望」是與姜元來的合作曲。這張專輯亦是為了酷龍復出的暖身之作。同年，擔任2003年Mnet亞洲音樂大獎頒獎典禮表演嘉賓，演唱「You're My Life」、「逃避」、「我」、「哥哥的願望」等歌曲。同時受邀參加由韓國KBS電視台與中國中央電視台舉辦的第五屆中韩歌会的演出，獻唱「逃避」及「Kungtari Shabara」。擔任2004年雅典奧運韓國代表隊出境典禮表演嘉賓，演唱歌曲「回來吧」、「初戀」、「世界盃」及「Kungtari Shabara」。首張個人專輯中的主打歌「逃避」，獲2004年MTV日本音樂錄影帶大獎「韓國最佳流行音樂」的提名。2004年參演電視劇《四月之吻》。
2005年，與姜元來再度合體推出酷龍第五張專輯《Victory》，主打歌包括「我的愛，宋兒」。除了音樂節目宣傳，具俊曄為了與姜元來重新登上舞台一起表演，特地花心思編排一套輪椅舞，感動許多粉絲。同年，與姜元來以酷龍身份參加第七屆中韓歌會，演唱歌曲「Bing Bing Bing」及「Kungtari Shabara」。與歌手張佑赫、李玟雨及姜元來擔任2005年Mnet亞洲音樂大獎頒獎典禮表演嘉賓。12月酷龍也在首爾第三體育館舉行出道十週年的「The Miracle」演唱會。同年，參加SBS綜藝節目「X-Man」第一季及「情書」第二季的來賓。

### 2006年至今：DJ KOO 時期
除了是一名成功的歌手和舞蹈偶像，具俊曄還將他的音樂事業集中在DJ表演上。2006年，舉辦了名為「Call me DJ KOO」的公演。2008年，正式以「DJ Koo」新身份發行了個人EP《I'm DJ KOO》， 主打歌「Let Me」， 有別與以往酷龍時期的舞蹈，大玩Electro House音樂風格及tecktonik舞蹈，更具有個人風格，受到不少好評。同年，替好友沈泰允經紀公司旗下藝人皇甫惠貞發行的單曲「Get Hot」擔任混音及編舞。同年底，與實力派歌手金健模、朴美京等人舉行名為「DJ KOO with Friends」演唱會。2008年及2009年，擔任中韩歌会表演嘉賓，演唱歌曲「Let  Me」。
2011年，推出EP《Comeback Remix》，將酷龍第三張專輯《Funky Together》中的經典歌曲「回來吧」親自製作及重新進行混音的作品。同年，為Mnet亞洲音樂大獎頒獎典禮製作了全新單曲「Music Makes One」，同時受邀擔任Mnet亞洲音樂大獎的音樂大使。年底舉辦名為「Christmas Dance Party with DJ Koo」演唱會。2012年，酷龍參加2002年國際足協世界盃十週年紀念演唱會，演唱2002年世界盃主題曲「Kick It」。
2013年，推出EP《Bob Bob Dee Lala》，將酷龍的成名曲「我」重新進行混音的作品。擔任在台北小巨蛋所舉辦的Mnet「M Countdown 你好台灣」表演嘉賓。同年，出席在美國洛杉磯的「M Countdown What’s Up LA」。參加Road to Ultra日本的DJ表演。同年，擔任2013年亞洲音樂節表演嘉賓及2013年亞洲時尚偶像奬頒獎嘉賓。
自2011年至2014年，以DJ Koo的身份連續代表韓國收邀參加美國超世代音樂節，是世界最大型的戶外電子音樂節。2012年至2019年參加韓國超世代音樂節的DJ演出。
2014年，推出了EP《The Meaning Of Life》。同年，在歌手IU的翻唱專輯中重新詮釋酷龍成名曲「Kungtari Shabara」。2015年推出EP《Best Night of My Life》。
2015年為選秀節目《PRODUCE 101》製作歌曲「Pick Me」，推出後廣受歡迎，因為十分有人氣，歌詞也十分洗腦，2016年被南韓國會議員選為國會競選歌曲。同年，擔任2016年DMC超級盛典的表演嘉賓。出席第31屆Korea Best Dresser Swan Awards。 同年，擔任2016年國際雪聯自由式滑雪世界盃及單板滑雪世界盃的音樂總監。
2017年，親自參與酷龍出道20週年紀念專輯《We Are》中所有曲目作曲創作，主打歌「Everybody」結合了年經人最受歡迎的音樂領域EDM（Electro Dance Music）及酷龍的嗓音；成為連接舊世代和新世代的代表音樂；第二首主打歌「Bamdeelalila」則與歌手Ailee合作；其中「Bab Bab Dee Lala」是將酷龍最精彩的表演成名曲「我」重新詮釋成為帥氣的EDM歌曲；此曲亦是趙寅成主演的電影《The King》插曲。
2018年，與姜元來擔任2018年平昌冬季帕拉林匹克運動會開幕壓軸表演嘉賓，演唱歌曲「Go Tomorrow」及「Kungtari Shabara」。參加綜藝節目《戀愛的滋味》第一季嘉賓。同年底，在台北的「Ai Nightclub」及台中的「18TC」擔任DJ表演，與多年未見的台灣歌迷見面。2019年，在夢想演唱會上與混聲組合KARD合作重唱「我」、「初戀」、「Kungtari Shabara」等熱門主打歌串燒。
2020年及2021年，擔任世界DJ音樂節的DJ表演。2021年成為了藝術創作者，以膠帶製作成畫作《牛》參與畫展，還以NFT形式販售，才17分鐘就售罄。2022年再展出以老虎為主題的兩幅作品，並推出韓國首次結合音樂與藝術的特別專輯復原版限量NFT作品，受到不小矚目，並在7秒光速售罄。
2022年，睽違3年來台，婚後首次演出獻給台灣粉絲，在「Ai Nightclub」再次擔任DJ表演。許多因疫情而無法參加的粉絲，眾多台灣媒體都有現場直播，線上除了有來自韓國的粉絲，也有來自美國、加拿大、香港、日本、星馬等地。同年，睽違21年，擔任第33屆金曲獎頒獎嘉賓。同年8月6號，擔任五堅情演唱會來賓。
2024年，在Legacy Taipei舉辦「Koo 2.0 具俊曄 Evolution DJ SHOW 酷的進化論」DJ秀。

## 個人生活
曾有傳聞說，具俊曄首次來台擔任台灣女歌手蘇慧倫演唱會表演嘉賓時，認識了徐熙媛，兩人彼此一見鍾情。1998年8月，具俊曄以酷龍成員來台宣傳專輯時，受邀上直播節目《娛樂百分百》與徐熙媛有了更進一步的認識，後於1998年底開始正式交往。
在交往期間，為了跨越語言的隔閡，彼此學習了對方的語言、每周飛去對方的國家相見；但熱戀一年後，因經紀公司的禁愛令使兩人在2000年被迫分手。但後來具俊曄婚後在韓國節目受訪時，則是澄清說；「我一直記得我和熙媛是在蘇慧倫演唱會上見到的，但她跟我說她根本沒去過。當時她先是在主持的節目中看到我們影片成為我的粉絲，還公開說想跟我結婚，後來是工作人員告訴我這件事情，因緣際會下見了面，當時我就覺得她不錯。」
2022年3月8日，於個人Instagram帳號以韓文及中文宣佈與徐熙媛結婚消息： 
|          | 我們結婚了。 和20多年前相愛的人結下不解之緣，我們想要延續這份珍貴的愛情。聽到她離婚的消息，我找到了20多年前的那個號碼，聯繫了她。幸好那個號碼沒變，我們才能重新連結起來。已經錯過太久的時間不能再浪費了，所以我提議結婚，熙媛也終於接受了。此後先辦完結婚登記我們會一起生活。因為我結婚的時間很晚，所以很希望得到大家的支持和祝福。感謝大家。 |
| ——具俊瞱 | |

兩人結婚消息引起公眾關注，不僅韓國及台灣歌迷紛紛送上祝福，消息連續登上韓國入口網站NAVER的娛樂新聞冠軍。具俊曄直言：「我和我人生中的初戀也是最後一個愛的人熙媛結婚了。」坦言自己與徐熙媛重新聯絡上後，對方在自己心裡很重要，非常珍惜她，因此主動求婚，跟她說：「跟我結婚吧！無論如何我都要和妳結婚。我們成為一家人好嗎？」而徐熙媛也答應了。 
2022年2月8日，與徐熙媛完成在韓國的結婚登記，3月9日具俊曄從韓國飛到台灣，在台北的瀚寓酒店進行十天的隔離，3月20日凌晨零時結束隔離出關，前往妻子徐熙媛的住處，進行七天的自主健康管理，3月28日，夫妻二人在台灣完成結婚登記，結婚日期以韓國2月8日登記日期為準。同時兩人在左手無名指刺上了婚戒，象徵永恆的印記。6月8日，錄製好友劉在錫主持的節目《劉QUIZ ON THE BLOCK》6月22日 節目播出，談及自己與妻子徐熙媛的戀愛故事始末，同時首度公開夫妻二人過往合照及結婚照。夫婦二人登上2022年10月份《Vogue》封面，並在當期雜誌講述了他們的愛情故事。但兩人結婚後不到三年，徐熙媛在2025年農曆春節因流感併發肺炎而於2月2日病逝，3月15日手捧大S骨灰由金寶山日光苑移至金寶山玫瑰園下葬。

## 音樂作品

### 團體專輯
- 1996年《Are You Ready?》
- 1997年《One More Time》
- 1998年「酷龍二人組（CLON）」《One More Time》
- 1999年《Funky Together》
- 2000年《New World》
- 2002年《The Best of Clon》
- 2005年《Victory》
- 2017年《We Are》
- 2022年：單曲《Let's Go(Fighting)》

### 個人專輯
| 專輯名稱             | 發行日期                                                                           | 曲目 |
| -------------------- | ---------------------------------------------------------------------------------- | --- |
| 光頭密碼 (KooJunYup) | - 2003年11月25日（韓國） - 2004年1月16日（台灣） - 語言：韓語 - 唱片公司：滾石唱片 | 1. Proceed (intro.) 2. 逃避 3. 安慰 4. Party Time 5. You’re My Life 6. 再會啦 7. 哥哥的願望 8. Classic Bounce 9. Hidden Card 10. Don’t Cry 11. 悲傷的愛 12. 命運 13. 禁忌的遊戲 14. Let’s Get It 15. Space Jam |

### Extended plays
| EP名稱                | 發行日期       | 曲目 |
| --------------------- | -------------- | --- |
| I’m DJ KOO            | 2008年6月26日  | 曲目 1. Let Me (Original Version) 2. Why (왜) (Original Version) 3. Let Me (Extended Version) 4. Why (왜) (Extended Version) 5. Let Me (Instrumental) 6. Why (왜) (Instrumental) |
| Comeback Remix        | 2011年8月13日  | 曲目 1. Comeback (DJ Koo Original Mix) 2. Comeback (Postino Mo’80 Mix) 3. Comeback (Postino Mo’bass Mix) 4. Comeback (DJ Koo Extended Mix) |
| Bob Bob Dee Lala      | 2013年3月4日   | 曲目 1. Bob Bob Dee Lala 2. Bob Bob Dee Lala (Sionz Remix) 3. Bob Bob Dee Lala (Steve Wu Remix) 4. Bob Bob Dee Lala (Shut Da Mouth Remix) |
| The Meaning of Life   | 2014年7月17日  | 曲目 1. The Meaning Of Life (Original Ver) 2. The Meaning Of Life (Maximite & Opro Electro House Mix) 3. The Meaning Of Life (Ferry Hyper Dutch House Re-Mix) 4. The Meaning Of Life (Beatrappa Melbourne Bounce Club Mix) 5. The Meaning Of Life (Paralyze Idea Tech House Mix) 6. The Meaning Of Life (DJ Steve Wu Progressive House Mix) 7. The Meaning Of Life (Dion & Opro Progressive House Radio Mix) |
| Best Night of My Life | 2015年12月11日 | 曲目 1. Best Night Of My Life (Electro House Mix) 2. Best Night Of My Life (Progressive House Mix) 3. Best Night Of My Life (Future House Mix) |

### 合作歌曲
| 發行日期      | 歌曲名稱       | 歌手   | 備詿                                                   |
| ------------- | -------------- | ------ | ------------------------------------------------------ |
| 1997年8月29日 | 圈圈           | 蘇慧倫 |                                                        |
| 1998年12月1日 | 請你恰恰       | 汪佩蓉 |                                                        |
| 2014年5月16日 | Boom Ladi Dadi | IU     | 原曲為酷龍的Kungtari Shabara；收錄在IU的專輯《花書簽》 |

### 創作作品
| 年份   | 歌曲名稱                | 歌手           | 備詿                                            |
| ------ | ----------------------- | -------------- | ----------------------------------------------- |
| 2002年 | 朋友                    | 酷龍           | 收錄於酷龍首張精選專輯《The Best of Clon 2002》 |
| 2008年 | Get Hot                 | 皇甫惠貞       | DJ KOO REMIX                                    |
| 2011年 | Music Makes One         | T Yun Mi Rae   | Mnet亞洲音樂大獎指定曲                          |
| 2015年 | 나는나비                | YB             | DJ KOO REMIX                                    |
| 2015年 | Pick Me                 | Produce 101    | PRODUCE 101第一季主題曲                         |
| 2017年 | 是他不配                | 孫盛希         | DJ KOO REMIX                                    |
| 2017年 | Everybody               | 酷龍           | 收錄於酷龍的專輯《We Are》                      |
| 2017年 | Bamdeelalila            | 酷龍           | 收錄於酷龍的專輯《We Are》                      |
| 2017年 | Go Tomorrow             | 酷龍           | 收錄於酷龍的專輯《We Are》                      |
| 2017年 | Ore Ore O               | 酷龍           | 收錄於酷龍的專輯《We Are》                      |
| 2017年 | Bab Bab Dee Lala        | 酷龍           | 收錄於酷龍的專輯《We Are》                      |
| 2017年 | 90’s DJ Koo Driving MIx | 酷龍           | 收錄於酷龍的專輯《We Are》                      |
| 2018年 | Don’t Stop              | The EastLight. | DJ KOO REMIX                                    |
| 2019年 | Heartcrusher            | Ailee          | 收錄於Ailee的專輯《Butterfly》                  |
| 2019年 | Sidekick                | K-Tigers Zero  | Prod. DJ KOO                                    |
| 2021年 | 夜鬧 YEAH, NOW          | 姚琛           |                                                 |

## 演出作品

### 電視劇
| 年份   | 電視臺 | 劇名                       | 角色           | 備註                   |
| ------ | ------ | -------------------------- | -------------- | ---------------------- |
| 2001年 | SBS    | 《女高時節》               | 美術老師       | 特別出演 (Ep. 3,43-46) |
| 2002年 | SBS    | 《純真年代》               | 火龍           | [ 47 ]                 |
| 2004年 | KBS2   | 《四月之吻》               | 姜在東         | [ 48 ]                 |
| 2009年 | tvN    | 《沒禮貌的英愛小姐》第六季 | 黑道           | 特別出演               |
| 2011年 | KBS2   | 《夢想起飛Dream High》     | 舞蹈比賽主持人 | 特別出演               |
| 2015年 | MBC    | 《Kill Me Heal Me》        | Club DJ        | 特別出演               |

### 電影
| 年份   | 片名              | 角色   | 備註   |
| ------ | ----------------- | ------ | ------ |
| 2004年 | 《DMZ非武裝地帶》 | 姜大南 | [ 52 ] |

### 音樂錄影帶
| 年份   | 歌曲名稱       | 歌手   | 備詿                |
| ------ | -------------- | ------ | ------------------- |
| 1994年 | 不是理由的理由 | 朴美京 |                     |
| 1998年 | 救你           | 杜德偉 | 英文版為《Believe》 |
| 2019年 | 晚風           | 尹鍾信 |                     |
| 2020年 | When We Disco  | 朴軫永 |                     |

## 獎項紀錄
| 年份 | 頒獎典禮              | 獎項                      | 作品           | 結果 |
| ---- | --------------------- | ------------------------- | -------------- | ---- |
| 1996 | 金唱片獎              | 本賞                      | Are You Ready? | 獲獎 |
| 1996 | KMTV歌謠大賞          | 人氣歌手獎（本賞）        | 不適用         | 獲獎 |
| 1996 | 首爾歌謠大賞          | 大賞                      | Are You Ready? | 獲獎 |
| 1996 | SBS歌謠大戰           | 本賞                      | Are You Ready? | 獲獎 |
| 1996 | KBS歌謠盛典           | 年度歌手獎（本賞）        | 不適用         | 獲獎 |
| 1997 | 金唱片獎              | 本賞                      | One More Time  | 獲獎 |
| 1997 | KBS歌謠盛典           | 年度歌手獎（本賞）        | 不適用         | 獲獎 |
| 1999 | 金唱片獎              | 人氣獎                    | 不適用         | 獲獎 |
| 1999 | KMTV歌謠大賞          | 本賞                      | Funky Together | 獲獎 |
| 1999 | 首爾歌謠大賞          | 本賞                      | Funky Together | 獲獎 |
| 1999 | KBS歌謠盛典           | 年度歌手獎（本賞）        | 不適用         | 獲獎 |
| 1999 | Mnet亞洲音樂大獎      | 最佳舞蹈表演              | 回來吧         | 提名 |
| 2000 | 金唱片獎              | 功勞奬                    | 不適用         | 獲獎 |
| 2000 | MTV音樂錄影帶大獎     | 國際觀眾選擇獎（MTV韓國） | 初戀           | 獲獎 |
| 2000 | Mnet亞洲音樂大獎      | 最佳舞蹈表演              | 初戀           | 獲獎 |
| 2000 | Mnet亞洲音樂大獎      | 最佳男組合                | 初戀           | 提名 |
| 2000 | KMTV歌謠大賞          | 本賞                      | New World      | 獲獎 |
| 2000 | SBS歌謠大戰           | 特別成就獎                | 不適用         | 獲獎 |
| 2000 | KBS歌謠盛典           | 年度歌手獎（本賞）        | 不適用         | 獲獎 |
| 2001 | Mnet亞洲音樂大獎      | 成就獎                    | 不適用         | 獲獎 |
| 2004 | MTV日本音樂錄影帶大獎 | 韓國 Best Buzz Asia       | 逃避           | 提名 |
| 2005 | Mnet亞洲音樂大獎      | 最佳舞蹈表演              | 我的愛，宋兒   | 提名 |

## 廣告代言
| 年份   | 品牌                       | 備註       |
| ------ | -------------------------- | ---------- |
| 1996年 | UNIONBAY（酷龍）           | 服裝品牌   |
| 1999年 | Ottogi Push Pusher（酷龍） | 零食       |
| 1999年 | 台灣富士軟片（酷龍）       |            |
| 2000年 | Samsung Card               | e-money    |
| 2001年 | 山楂春清酒                 |            |
| 2014年 | XS Energy Drink            |            |
| 2014年 | Genie音樂                  |            |
| 2017年 | Aritaum九週年X具俊瞱       | 美妝專賣店 |
| 2018年 | Onface V3 無線耳機         |            |

## 其他副業
2002年，在韓牌聚集地東大門創辦服飾品牌「ALLEN. A」，於2010年已結束經營。
2009年，在清潭洞開設「KOOBAR」。
2010年，創立男性內衣品牌「KINKI NINE」。
2011年，與好友沈泰允合資連鎖羊肉串燒店「沈羊」。
2021年，因自身喜愛復古軍裝風格而自創潮流品牌「UNCLE BALD」，主打重機騎士風格服飾與配件，單品一上市便搶購一空。

## 外部連結
- 具俊曄的Instagram帳戶
- 具俊曄在NAVER上的资料
- 具俊曄在Daum上的资料
- 具俊曄在韩国电影数据库（KMDb）上的資料（韓語）
- 具俊曄在互联网电影资料库（IMDb）上的資料（英文）
- 具俊曄在HanCinema的頁面（英文）